# 住友活機園
住友活機園（すみともかっきえん）は、滋賀県大津市にある歴史的建造物。住友財閥2代総理事・伊庭貞剛が引退後に居住した邸宅であり、明治時代後期を代表する邸宅建築である。大津市田辺町10番14号に位置する。
伊庭貞剛は1904年（明治37年）にここに隠居し、1926年（大正15年）にこの地で没した。「活機」とは「俗世を離れながらも人情の機微に通じる」という意味。洋館と和館、庭園からなり、「明治後期の大邸宅の姿を完全に伝える稀有な例」として2002年（平成14年）に建物6棟と土地が重要文化財に指定された。住友林業株式会社が所有し、住友不動産株式会社が管理。維持管理費も住友グループ各社が拠出している。

## 文化財
重要文化財
- 洋館 - 野口孫市設計、1904年建
- 和館 - 八木甚兵衛設計、1904年建
- 新座敷 - 1922年建
- 東蔵 - 1904年建
- 西蔵 - 1904年建
- 正門 - 1904年建
- 土地（宅地及び山林）
- 附指定:茶室、四阿（あずまや）、鎮守堂